# روزماري بركات
روزماري بركات (بالإسبانية: Rosemary Barkett)‏ (من مواليد 29 أغسطس 1939) هي قاضية أمريكية من أصل سوري تعمل في محكمة المطالبات بين إيران والولايات المتحدة في لاهاي بهولندا. عملت سابقًا كقاضية فيدرالية في الولايات المتحدة لصالح محكمة الاستئناف الأمريكية في الدائرة الحادية عشرة. قبل ترشيحها لهذا المنصب، كانت رئيسة قضاة المحكمة العليا في فلوريدا.
ولدت في المكسيك لأبوين مهاجرين من سوريا، وأصحبت فيما بعد أول امرأة عربية أمريكية وأول قاضية هسبانية تتولى منصبًا في المحكمة العليا في فلوريدا.

## النشأة
وُلدت روزماري بركات في سيوداد فيكتوريا بولاية تاماوليباس في المكسيك، حيث كانت واحدة من سبعة أطفال في عائلة أسد ومريم بركات، اللذان هاجرا من قرية زيدال الواقعة قُرب مدينة حمص في سوريا. في يناير 1946، عندما كانت في السادسة من عمرها، هاجرت عائلتها بأكملها إلى ميامي في فلوريدا. باعتبارها مواطنة مكسيكية بالولادة، كانت بركات تتحدث الإسبانية فقط حتى بعد أن عاشت في ميامي. عند وصولها إلى ميامي، غيرت عائلتها هجاء لقبها بالإنجليزية إلى
«Barkett» بدلًا من «Barakat». حصلت بركات على الجنسية الأمريكية عام 1958 في سن 18 عامًا.
في سن السابعة عشرة، انضمت بركات إلى دير راهبات القديس يوسف، لتصبح راهبة مسيحية. أثناء وجودها هناك، حصلت على درجة دبلوم في الآداب من كلية سانت جوزيف في فلوريدا. عُرفت بركات باسم "الأخت سانت مايكل لمدّة 10 سنوات من 1957 إلى 1967. كما عملت منذ عام 1960 إلى عام 1968 كمدرّسة لطلّاب المرحلتين الابتدائية والإعدادية في تامبا وجاكسونفيل وسانت أوغسطين .
غادرت بركات الدير في عام 1967، في نفس العام الذي حصلت فيه على درجة البكالوريوس في العلوم من كلية تل الربيع. ذهبت إلى كلية الحقوق في جامعة فلوريدا في عام 1970، حيث كانت أول امرأة تفوز بجائزة ميلر التذكارية للخريجين البارزين.

## المحكمة العليا في فلوريدا
بعد ما يقرب من عقد في العمل القضائي الخاص، عُيّنت بركات كقاضية في محكمة دائرة الدولة في عام 1979 من قبل الحاكم بوب غراهام. تقدمت إلى مناصب قضائية أعلى، لتصبح رئيسة قضاة الدائرة القضائية الخامسة عشرة لولاية فلوريدا وقاضية استئناف في محكمة الاستئناف الجزئية الرابعة لولاية فلوريدا في عام 1984. في العام التالي تم تعيينها من قبل الحاكم غراهام في المحكمة العليا في فلوريدا، وهي أول امرأة تشغل هذا المنصب. في عام 1992 اختِيرت من قبل زملائها لتصبح أول امرأة تشغل منصب رئيس القضاة في الولاية.
تمكنت بركات من الاحتفاظ بموقعها في المحكمة العليا بعد الفوز في انتخابات عام 1992، وحصلت على تصويت إيجابي بنسبة 61٪. خلال تلك المرحلة، قامت منظمات مثل الاتحاد القومي للأسلحة وحق الحياة في فلوريدا بشنّ حملات إعلانية سلبية ضدها. 

## محكمة الاستئناف للدائرة الحادية عشرة
في 24 سبتمبر 1993، رشح الرئيس بيل كلينتون روزماري بركات لتغل مقعدًا في الدائرة الحادية عشرة التابعة لمحكمة الاستئناف في الولايات المتحدة (وهي دائرة تختص بقضايا فلوريدا وألاباما وجورجيا).

## محكمة المطالبات بين إيران والولايات المتحدة
اختارت وزارة الخارجية الأمريكية بركات لتكون واحدة من القُضاة الأمريكيين الثلاثة في محكمة المطالبات بين إيران والولايات المتحدة في 1 أكتوبر 2013، وهي محكمة دولية تقع في لاهاي بهولندا، أُنشئت بموجب اتفاقية الجزائر 1981 لحلّ أزمة رهائن إيران.

## النشاط التدريسي
قامت بركات جنبًا إلى جنب مع عملها في المحاكم بتدريس ندوات حول حقوق الإنسان وتصميم الدساتير في كلية الحقوق بجامعة كولومبيا. كما عملت أيضًا في كلية فلوريدا للقضاء، والكلية القضائية الوطنية، وندوة قاضي الاستئناف الجديدة لمعهد الإدارة القضائية، ومعهد أسبن. أعطت بركات محاضراتٍ في جميع أنحاء العالم، خصوصًا في سوريا وقطر وتركيا وجنوب إفريقيا والجزائر والصين وهايتي وخيرغستان والمكسيك.
منذ أن تركت العمل في المحاكم الفيدرالية، كان تركيز بركات الأكاديمي على العدالة وحقوق الإنسان. على سبيل المثال، أعطت محاضرة عام 2015 في كلية الحقوق بجامعة نيويورك، تتحدث عن تخلّف الولايات المتحدة عن باقي الدول فيما يتعلق بحماية حقوق الإنسان للنساء والأطفال.
في عام 2016، انضمت بركات مع الرئيس السابق لقُضاة المحكمة العليا في فلوريدا هاري لي أنستيد، إلى محامين كبار آخرين لتقديم موجز عن قضية عقوبة الإعدام، حيث جادلوا بأن قانون عقوبة الإعدام في الولاية غير دستوري. وفقًا لصحيفة ميامي هيرالد، قالت روزماري بركات أن 390 شخصًا محكوم عليهم بالإعدام في فلوريدا يجب أن تُخَفّض عقوباتهم إلى السجن مدى الحياة.
عملت بركات أيضًا عامي 2015-2016 كباحثة في مركز سورنسن للسلام الدولي والعدالة في كلية الحقوق في جامعة مدينة نيويورك. كانت تعمل في "مجلس تدابير العدالة"، وهوَ مجلس مكرّس لتحقيق المزيد من الشفافية في النظام القانوني. وبالإضافة لذلك فقد أصبحت بركات رئيسةً فخريّةً للجمعية الأمريكية للقانون الدولي.

## التكريم
فازت بركات بعشرات الجوائز وحصلت على سبع مراتب فخرية.
يتم تقديم جائزتين على شرفها كل عام، حيث تُمنح جائزة روزماري بركات سنويًا من قبل أكاديمية فلوريدا للمحامين التجريبيين لتكريم الجهود المبذولة من أجل المساواة، وتُمنح جائزة سنوية أخرى باسمها لتقدير الإنجازات المتميزة المتميز في جمعية فلوريدا للمحاميات.
تأسس فندق روزماري بركات لمحاكم الاستئناف في عام 2010 من قبل جامعة فلوريدا الدولية، ومحكمة الاستئناف بالمقاطعة الثالثة، وبرنامج " American Inns of Court"، من أجل تشجيع التدريس والمهارات القانونية.
في عام 2017 أنشئَ برنامج القاضية روزماري بركات من قبل منظمة الأمريكيون من أجل عدالة المهاجرين، وهي منظمة مساعدة قانونية غير ربحية تسعى إلى حماية وتعزيز حقوق الإنسان الأساسية للمهاجرين.
عملت بركات في عشرات المجالس واللجان الوطنية والدولية. دُعيت إلى قاعة مشاهير النساء في فلوريدا في عام 1986 وكانت عضوةً لفترة طويلة في مجلس أمناء جامعة باري.
اشتهرت بركات أيضًا بكتابها دليل الأطفال للتاريخ العربي الأمريكي وهو كتاب مخصّص للأطفال يُحاكي واقع العرب في الولايات المتحدة، ويركز بشكل رئيسي على وصف أنماط الهجرة، كما يحوي وصفةً لصنع أكلة الحُمُّص السوريّة الشهيرة.

## روابط خارجية
- روزماري بركات من دليل السيرة الذاتية للقضاة الفدراليين , منشور تحت النطاق العام  لدى المركز القضائي الاتحادي.